# Laccophilus immundus
Laccophilus immundus är en skalbaggsart som beskrevs av Sharp 1882. Laccophilus immundus ingår i släktet Laccophilus och familjen dykare. Inga underarter finns listade i Catalogue of Life.